# Паркошовиці (Малопольське воєводство)
Паркошовиці (пол. Parkoszowice) — село в Польщі, у гміні Мехув Меховського повіту Малопольського воєводства.
Населення — 168 осіб (2011).
У 1975-1998 роках село належало до Келецького воєводства.

## Демографія
Демографічна структура станом на 31 березня 2011 року:
|          | Загалом | Допрацездатний вік | Працездатний вік | Постпрацездатний вік |
| -------- | ------- | ------------------ | ---------------- | -------------------- |
| Чоловіки | 86      | 17                 | 62               | 7                    |
| Жінки    | 82      | 15                 | 46               | 21                   |
| Разом    | 168     | 32                 | 108              | 28                   |